# Cirrochroa emalea
Cirrochroa emalea is een vlinder uit de familie van de Nymphalidae. De wetenschappelijke naam van de soort is voor het eerst geldig gepubliceerd door Félix Édouard Guérin-Méneville.